# Imposible (canción de Callejeros)
«Imposible» es una canción de la banda Callejeros que fue publicada en marzo del año 2003 y forma parte del álbum Presión. El sencillo también formó parte de la grabación de Obras 2004 en directo.

## Lanzamiento y repercusión
Fue publicada en conjunto con el álbum Presión, siendo el track número 8°. El 1 de septiembre de 2017, Pelo Music publicó en YouTube la versión que se grabó en Obras 2004 en directo, la cual alcanzó más de 45 millones de visualizaciones.
El sencillo desde su lanzamiento fue utilizado para re-versiones en distintos géneros, asimismo, se utilizó para canciones de fútbol, que fueron usadas por la selección de fútbol de Argentina. Fue usada para las competencias de la Copa Mundial de Fútbol de 2014 y 2018, también se utilizó en los festejos de la Copa Mundial de Fútbol de 2022 y Copa América 2024.También se utilizó el sencillo en países como España en el ámbito del fútbol. También, partidos políticos de Argentina reutilizaron el sencillo para adaptarlo.

## Letra
La canción inicia con un mandamiento sobre la "gente mala" y la "gente buena", donde Patricio Santos Fontanet hace reclamos sociales como el aborto legal, también la legalización de la marihuana, el uso de la justicia social.un país gobernado por una mujer. todos los niños sin hambre. En el sencillo nombra a influyentes en la música internacional como Carlos Gardel, Bob Marley, The Rolling Stones, entre otros. También se nombra a la discoteca Cemento, en la que la banda se presentaba recurrentemente.